# Campeonato Mundial de Europe
El Campeonato Mundial de Europe es la máxima competición internacional de la clase de vela Europe. Se realiza anualmente desde 1966 bajo la organización de la Federación Internacional de Vela (ISAF). Este tipo de embarcación fue una clase olímpica (en la categoría femenina) desde los Juegos Olímpicos de Barcelona 1992 hasta los de Atenas 2004.

## Palmarés

### Masculino
| Núm.    | Año  | Sede                            | Oro                                      | Plata                                    | Bronce                                   |
| ------- | ---- | ------------------------------- | ---------------------------------------- | ---------------------------------------- | ---------------------------------------- |
| I       | 1966 | Antibes ( Francia)              | Paul Maes · Bélgica                      | P. Van Genabeek · Bélgica                | Bartoli Francia                          |
| II      | 1967 | Ostende · ( Bélgica)            | Michel Lambot Francia                    | Paul Maes · Bélgica                      | Van Godtsenhoeven · Bélgica              |
| III     | 1968 | Madeira ( Portugal)             | Paul Maes · Bélgica                      | Jean-Claude Stafler Francia              | Cospen Francia                           |
| IV      | 1969 | Tolón ( Francia)                | Jean-Claude Stafler Francia              | J. Demoulin Francia                      | Yves Devillers Francia                   |
| V       | 1970 | Flussen · ( Países Bajos)       | Paul Maes · Bélgica                      | Christian Hervet Francia                 | Christian Maes · Bélgica                 |
| VI      | 1971 | Ratzeburger See ( RFA)          | Klaus-Dieter Schultz RFA                 | François de Harlez · Bélgica             | Jean-Pierre Bernard · Bélgica            |
| VII     | 1972 | Nyborg ( Dinamarca)             | Christian Hervet Francia                 | Rolland Chutin Francia                   | Jørgen Holm Nilsen Dinamarca             |
| VIII    | 1973 | Bandol ( Francia)               | Frédéric Russo Francia                   | Yves Silvestro Francia                   | Claude Jeandot Francia                   |
| IX      | 1974 | Morten · ( Noruega)             | Yves Silvestro Francia                   | Klaus-Dieter Schultz RFA                 | Pierre Saint-Jean Francia                |
| X       | 1975 | Palma de Mallorca ( España)     | Pierre Saint-Jean Francia                | Christian Lunde · Suecia                 | Dan Persson · Suecia                     |
| XI      | 1976 | Malmö · ( Suecia)               | Claude Jeandot Francia                   | Kim Christensen Dinamarca                | Pierre Saint-Jean Francia                |
| XII     | 1977 | n. d.                           | Christian Lunde · Suecia                 | Kim Christensen Dinamarca                | Luc Van Keirsbilk · Bélgica              |
| XIII    | 1978 | Skovshoved ( Dinamarca)         | Hans Wallén · Suecia                     | Jonas Häggblom · Suecia                  | Peter Nerenst Dinamarca                  |
| XIV     | 1979 | La Rochelle ( Francia)          | Claude Jeandot Francia                   | Christian Hervet Francia                 | Jonas Häggblom · Suecia                  |
| XV      | 1980 | Grömitz ( RFA)                  | Lars Christensen · Noruega               | Erik Noret Francia                       | Hans Wallén · Suecia                     |
| XVI     | 1981 | Hoorn · ( Países Bajos)         | Tom Jungell · Finlandia                  | Henrik Eklund · Finlandia                | Christian Lunde · Suecia                 |
| XVII    | 1982 | Monfalcone · ( Italia)          | Marco Pirinoli Francia                   | Peter Dykes · Suecia                     | Lennart Junggren · Suecia                |
| XVIII   | 1983 | Fuengirola · ( España)          | No oficial                               | No oficial                               | No oficial                               |
| XIX     | 1984 | Kiel ( RFA)                     | Joachim Hellmich RFA                     | Bo Petersen Dinamarca                    | Hans Riber Dinamarca                     |
| XX      | 1985 | Tønsberg · ( Noruega)           | Ole Petter Pollen · Noruega              | José Carlos Frau · España                | Johan Petterson · Suecia                 |
| XXI     | 1986 | Helsinki · ( Finlandia)         | Niklas Bechvid · Suecia                  | Niels Schjøth Dinamarca                  | Kim Christensen Dinamarca                |
| XXII    | 1987 | Crozon-Morgat ( Francia)        | Thomas Johansson · Suecia                | Kim Christensen Dinamarca                | Søren Eselrup Dinamarca                  |
| XXIII   | 1988 | Nieuwpoort · ( Bélgica)         | Serge Kats · Países Bajos                | Kim Christensen Dinamarca                | Raimo Selen · Finlandia                  |
| XXIV    | 1989 | Oxelösund · ( Suecia)           | Serge Kats · Países Bajos                | Stefan Rahm · Suecia                     | Jan Christiansen Dinamarca               |
| XXV     | 1990 | Livorno · ( Italia)             | Jyrki Taiminen · Finlandia               | Matteo Binetti · Italia                  | Ricardo Zabell · España                  |
| XXVI    | 1991 | Búzios · ( Brasil)              | Stefan Rahm · Suecia                     | Henrik Wallin · Suecia                   | Kim Christensen Dinamarca                |
| XXVII   | 1992 | Izola ( Eslovenia)              | Petri Karto · Finlandia                  | Potohar Samo Eslovenia                   | Peer Moberg · Noruega                    |
| XXVIII  | 1993 | Århus ( Dinamarca)              | Olivier Backes Francia                   | Peder Ronholt Dinamarca                  | Johan Molund · Suecia                    |
| XXIX    | 1994 | La Rochelle ( Francia)          | Mattias Rahm · Suecia                    | Xavier Revil Francia                     | Johan Molund · Suecia                    |
| XXX     | 1995 | Auckland ( Nueva Zelanda)       | Mattias Rahm · Suecia                    | Johan Molund · Suecia                    | Carl Johan Åkesson · Suecia              |
| XXXI    | 1996 | Palma de Mallorca · ( España)   | Johan Molund · Suecia                    | Christoffer Sundby · Noruega             | Rasmus Terp Dinamarca                    |
| XXXII   | 1997 | San Francisco ( Estados Unidos) | Christoffer Sundby · Noruega             | Laurent Guillemette Francia              | Jesper Melling Dinamarca                 |
| XXXIII  | 1998 | Travemünde · ( Alemania)        | Søren Johnsen Dinamarca                  | Jacek Zbierski · Polonia                 | Wouter van Catz · Países Bajos           |
| XXXIV   | 1999 | Melbourne ( Australia)          | Søren Johnsen Dinamarca                  | Peter Santen · Suecia                    | Dennis Dengsø Dinamarca                  |
| XXXV    | 2000 | Salvador · ( Brasil)            | Mats Wang-Hansen · Noruega               | Søren Johnsen Dinamarca                  | Axel Netterlid · Suecia                  |
| XXXVI   | 2001 | Vilamoura ( Portugal)           | Søren Johnsen Dinamarca                  | Valérian Lebrun Francia                  | Jo Richard Aasvang · Noruega             |
| XXXVII  | 2002 | Hamilton · ( Canadá)            | Søren Johnsen Dinamarca                  | Gerard Marín · España                    | Pablo Arandia · España                   |
| XXXVIII | 2003 | Cádiz · ( España)               | Fredrik Svensson · Suecia                | Oscar Claeson · Suecia                   | Christopher Gundersen · Noruega          |
| XXXIX   | 2004 | Cagliari · ( Italia)            | Christopher Gundersen · Noruega          | Arvid Claeson · Suecia                   | Michael Risor Dinamarca                  |
| XL      | 2005 | Rizhao ( China)                 | Jesús Rogel · España                     | Jiang Linuhua China                      | Sven Stadel · Alemania                   |
| XLI     | 2006 | Copenhague ( Dinamarca)         | Sven Stadel · Alemania                   | Victor Bergström · Suecia                | Jakob Ege Friis Dinamarca                |
| XLII    | 2007 | Workum · ( Países Bajos)        | Mathias Mollat · Noruega                 | Jean-Christophe Gache Francia            | Sven Stadel · España                     |
| XLIII   | 2008 | Santo António ( Portugal)       | Teemu Rantanen · Finlandia               | Kristian Skarseth · Noruega              | Charlie Ekberg · Suecia                  |
| XLIV    | 2009 | Brest ( Francia)                | Thomas Ribeaud Francia                   | Sven Stadel · España                     | Anders Carlsson · Suecia                 |
| XLV     | 2010 | Arkösund · ( Suecia)            | Sven Stadel · España                     | Tobias Hemdorff Dinamarca                | Kaarle Tapper · Finlandia                |
| XLVI    | 2011 | Gravedona · ( Italia)           | Tobias Hemdorff Dinamarca                | Gerard Marín · España                    | Magnus Andersen · Noruega                |
| XLVII   | 2012 | La Escala · ( España)           | Gerard Marín · España                    | Sylvain Notonier Francia                 | Nicholas Martinsen · Noruega             |
| XLVIII  | 2013 | Sønderborg ( Dinamarca)         | Mathias Livbjerg Dinamarca               | Lars Johan Brodtkorb · Noruega           | Pau Schilt · España                      |
| XLIX    | 2014 | La Rochelle ( Francia)          | Lars Johan Brodtkorb · Noruega           | Pau Schilt · España                      | Sylvain Notonier Francia                 |
| L       | 2015 | Arendal · ( Noruega)            | Lars Johan Brodtkorb · Noruega           | Emil Munch Dinamarca                     | Oscar Bengtson · Suecia                  |
| LI      | 2016 | Torbole · ( Italia)             | Valérian Lebrun Francia                  | Lars Johan Brodtkorb · Noruega           | Kristian Præst Dinamarca                 |
| LII     | 2017 | Blanes · ( España)              | Sven Stadel · España                     | Lars Johan Brodtkorb · Noruega           | Fabian Kirchhoff · Alemania              |
| LIII    | 2018 | Kühlungsborn · ( Alemania)      | Fabian Kirchhoff · Alemania              | Lars Johan Brodtkorb · Noruega           | Kristian Præst Dinamarca                 |
| LIV     | 2019 | Puerto Balís · ( España)        | Pau Schilt · España                      | Alejandro Pareja González · España       | Lars Johan Brodtkorb · Noruega           |
| —       | 2020 | —                               | No realizado por la pandemia de COVID-19 | No realizado por la pandemia de COVID-19 | No realizado por la pandemia de COVID-19 |
| LV      | 2021 | Råå · ( Suecia)                 | Lars Johan Brodtkorb · Noruega           | Pau Schilt · España                      | Albin Johnsson · Suecia                  |
| LVI     | 2022 | Douarnenez ( Francia)           | Pau Schilt · España                      | Daniel Cabré · España                    | Lars Johan Brodtkorb · Noruega           |
| LVII    | 2023 | Vallensbæk ( Dinamarca)         | Andreas Svensson Dinamarca               | Jonathan Krensler · Suecia               | Daniel Cabré · España                    |
| LVIII   | 2024 | Hanko · ( Finlandia)            | Andreas Svensson Dinamarca               | Oskar Thule Dinamarca                    | Martin Brønlund Olesen Dinamarca         |
| LIX     | 2025 | Torbole · ( Italia)             | Andreas Svensson Dinamarca               | Martin Brønlund Olesen Dinamarca         | Oskar Thule Dinamarca                    |

### Femenino
| Núm.    | Año       | Sede                            | Oro                                      | Plata                                    | Bronce                                   |
| ------- | --------- | ------------------------------- | ---------------------------------------- | ---------------------------------------- | ---------------------------------------- |
| I–XII   | 1966–1977 | —                               | No realizados                            | No realizados                            | No realizados                            |
| XIII    | 1978      | Skovshoved ( Dinamarca)         | Marit Söderström · Suecia                | —                                        | —                                        |
| XIV     | 1979      | La Rochelle ( Francia)          | Marit Söderström · Suecia                | Chaudun Francia                          | Anne Lefort Francia                      |
| XV      | 1980      | Grömitz ( RFA)                  | Sylvie Kreninger Francia                 | Anne Lefort Francia                      | M. Andersson · Suecia                    |
| XVI     | 1981      | Hoorn · ( Países Bajos)         | Marit Söderström · Suecia                | Sylvie Kreninger Francia                 | Lone Sörensen Dinamarca                  |
| XVII    | 1982      | Monfalcone · ( Italia)          | Véronique Aulnette Francia               | Susanne Erikson · Suecia                 | Ulrika Wallin · Suecia                   |
| XVIII   | 1983      | Fuengirola · ( España)          | No oficial                               | No oficial                               | No oficial                               |
| XIX     | 1984      | Kiel ( RFA)                     | Karin Andersson · Suecia                 | Frédérique Fèvre Francia                 | Lone Sörensen Dinamarca                  |
| XX      | 1985      | Tønsberg · ( Noruega)           | Karin Andersson · Suecia                 | Mette Munch Dinamarca                    | Malin Hultén · Suecia                    |
| XXI     | 1986      | Helsinki · ( Finlandia)         | Ida Andersen · Noruega                   | Mette Munch Dinamarca                    | Tordis Lerøen · Noruega                  |
| XXII    | 1987      | Crozon-Morgat ( Francia)        | Tonje Kristiansen · Noruega              | Mette Munch Dinamarca                    | Arianna Bogatec · Italia                 |
| XXIII   | 1988      | Nieuwpoort · ( Bélgica)         | Sabina De Martino · Italia               | Linda Andersen · Noruega                 | Laurence Nicolas Francia                 |
| XXIV    | 1989      | Oxelösund · ( Suecia)           | Chiara Calligaris · Italia               | Courtenay Becker-Dey Estados Unidos      | Tordis Lerøen · Noruega                  |
| XXV     | 1990      | Livorno · ( Italia)             | Chiara Calligaris · Italia               | Min Dezillie · Bélgica                   | Sabrina Landi · Italia                   |
| XXVI    | 1991      | Búzios · ( Brasil)              | Carole Reitzer Francia                   | Karin Andersson · Suecia                 | Dorte Jensen Dinamarca                   |
| XXVII   | 1992      | Izola ( Eslovenia)              | Malin Millbourn · Suecia                 | Ingrid Bellemans · Bélgica               | Camilla Nordqvist · Suecia               |
| XXVIII  | 1993      | Århus ( Dinamarca)              | Dorte Jensen Dinamarca                   | Shirley Robertson Reino Unido            | Zilla Fokke · Países Bajos               |
| XXIX    | 1994      | La Rochelle ( Francia)          | Kristine Roug Dinamarca                  | Tine Moberg-Parker · Canadá              | Margriet Matthijsse · Países Bajos       |
| XXX     | 1995      | Auckland ( Nueva Zelanda)       | Kristine Roug Dinamarca                  | Margriet Matthijsse · Países Bajos       | Natalia Vía-Dufresne · España            |
| XXXI    | 1996      | Palma de Mallorca · ( España)   | Carolijn Brouwer · Países Bajos          | Karianne Eikeland · Noruega              | Carolina Toll · Noruega                  |
| XXXII   | 1997      | San Francisco ( Estados Unidos) | Margriet Matthijsse · Países Bajos       | Kristine Roug Dinamarca                  | Melanie Dennison Australia               |
| XXXIII  | 1998      | Travemünde · ( Alemania)        | Carolijn Brouwer · Países Bajos          | Shirley Robertson Reino Unido            | Kristine Roug Dinamarca                  |
| XXXIV   | 1999      | Melbourne ( Australia)          | Margriet Matthijsse · Países Bajos       | Melanie Dennison Australia               | Shirley Robertson Reino Unido            |
| XXXV    | 2000      | Salvador · ( Brasil)            | Kristine Roug Dinamarca                  | Shirley Robertson Reino Unido            | Mary Galliard Estados Unidos             |
| XXXVI   | 2001      | Vilamoura ( Portugal)           | Sari Multala · Finlandia                 | Carolijn Brouwer · Países Bajos          | Lenka Šmídová · República Checa          |
| XXXVII  | 2002      | Hamilton · ( Canadá)            | Sarah Blanck Australia                   | Siren Sundby · Noruega                   | Petra Niemann · Alemania                 |
| XXXVIII | 2003      | Cádiz · ( España)               | Siren Sundby · Noruega                   | Sari Multala · Finlandia                 | Mary Galliard Estados Unidos             |
| XXXIX   | 2004      | Cagliari · ( Italia)            | Siren Sundby · Noruega                   | Sari Multala · Finlandia                 | Petra Niemann · Alemania                 |
| XL      | 2005      | Rizhao ( China)                 | Shen Xiaoying China                      | Lu Lianhua China                         | Tania Elías Calles · México              |
| XLI     | 2006      | Copenhague ( Dinamarca)         | Sandra Sandqvist · Suecia                | Sarah Bregendahl Dinamarca               | Helen Montilla Santos · España           |
| XLII    | 2007      | Workum · ( Países Bajos)        | Svenja Puls · Alemania                   | Josefine Boel Rasmussen Dinamarca        | Anna Livbjerg Dinamarca                  |
| XLIII   | 2008      | Santo António ( Portugal)       | Josefin Olsson · Suecia                  | Anne-Marie Rindom Dinamarca              | Anette Viborg Dinamarca                  |
| XLIV    | 2009      | Brest ( Francia)                | Anne-Marie Rindom Dinamarca              | Anette Viborg Dinamarca                  | Ascensión Roca de Togores · España       |
| XLV     | 2010      | Arkösund · ( Suecia)            | Elisabet Llargués · España               | Hanna Klinga · Suecia                    | Anna Livbjerg Dinamarca                  |
| XLVI    | 2011      | Gravedona · ( Italia)           | Silvia Zennaro · Italia                  | Anna Livbjerg Dinamarca                  | Janika Puls · Alemania                   |
| XLVII   | 2012      | La Escala · ( España)           | Anna Livbjerg Dinamarca                  | Anna Mikkelsen · Suecia                  | Silvia Zennaro · Italia                  |
| XLVIII  | 2013      | Sønderborg ( Dinamarca)         | Anna Livbjerg Dinamarca                  | Ascensión Roca de Togores · España       | Kristine Mauritzen Dinamarca             |
| XLIX    | 2014      | La Rochelle ( Francia)          | Anna Livbjerg Dinamarca                  | Kristine Mauritzen Dinamarca             | Mathilde Géron Francia                   |
| L       | 2015      | Arendal · ( Noruega)            | Anna Livbjerg Dinamarca                  | Vilma Bobeck · Suecia                    | Anna Munch Dinamarca                     |
| LI      | 2016      | Torbole · ( Italia)             | Anna Livbjerg Dinamarca                  | Anna Munch Dinamarca                     | Janika Puls · Alemania                   |
| LII     | 2017      | Blanes · ( España)              | Anna Livbjerg Dinamarca                  | Anna Munch Dinamarca                     | Ascensión Roca de Togores · España       |
| LIII    | 2018      | Kühlungsborn · ( Alemania)      | Anna Livbjerg Dinamarca                  | Ascensión Roca de Togores · España       | Stine Schreiber · Alemania               |
| LIV     | 2019      | Puerto Balís · ( España)        | Anna Livbjerg Dinamarca                  | Ascensión Roca de Togores · España       | Elisabet Llargués · España               |
| —       | 2020      | —                               | No realizado por la pandemia de COVID-19 | No realizado por la pandemia de COVID-19 | No realizado por la pandemia de COVID-19 |
| LV      | 2021      | Råå · ( Suecia)                 | Anna Livbjerg Dinamarca                  | Trine Bentzen Dinamarca                  | Ascensión Roca de Togores · España       |
| LVI     | 2022      | Douarnenez ( Francia)           | Anna Livbjerg Dinamarca                  | Julia Büsselberg · Alemania              | Ascensión Roca de Togores · España       |
| LVII    | 2023      | Vallensbæk ( Dinamarca)         | Anna Livbjerg Dinamarca                  | Ascensión Roca de Togores · España       | Sophie Menke · Alemania                  |
| LVIII   | 2024      | Hanko · ( Finlandia)            | Anna Livbjerg Dinamarca                  | Maja Brønlund Olesen Dinamarca           | Weronika Folmer · Polonia                |
| LIX     | 2025      | Torbole · ( Italia)             | Camilla Svensson Dinamarca               | Susanne Sailer · Alemania                | Sophie Menke · Alemania                  |

1. ↑  Celebrado en el Campeonato Mundial de Vela.

## Medallero histórico
- Actualizado a Torbole 2025.

| Núm. | País            | Oro | Plata | Bronce | Total |
| ---- | --------------- | --- | ----- | ------ | ----- |
| 1    | Dinamarca       | 27  | 26    | 25     | 78    |
| 2    | Suecia          | 17  | 16    | 18     | 51    |
| 3    | Francia         | 15  | 16    | 10     | 41    |
| 4    | Noruega         | 13  | 9     | 10     | 32    |
| 5    | España          | 7   | 12    | 12     | 31    |
| 6    | Países Bajos    | 6   | 2     | 3      | 11    |
| 7    | Alemania        | 5   | 3     | 9      | 17    |
| 8    | Finlandia       | 5   | 3     | 2      | 10    |
| 9    | Italia          | 4   | 1     | 3      | 8     |
| 10   | Bélgica         | 3   | 5     | 4      | 12    |
| 11   | China           | 1   | 2     | 0      | 3     |
| 12   | Australia       | 1   | 1     | 1      | 3     |
| 13   | Reino Unido     | 0   | 3     | 1      | 4     |
| 14   | Estados Unidos  | 0   | 1     | 2      | 3     |
| 15   | Polonia         | 0   | 1     | 1      | 2     |
| 16   | Canadá          | 0   | 1     | 0      | 1     |
| 16   | Eslovenia       | 0   | 1     | 0      | 1     |
| 18   | México          | 0   | 0     | 1      | 1     |
| 18   | República Checa | 0   | 0     | 1      | 1     |
|      | TOTAL           | 104 | 103   | 103    | 310   |

1. ↑  Incluye las medallas obtenidas por la RFA y la RDA entre 1949 y 1990.